# Zygmunt Szultka
Zygmunt Szultka (ur. 1944) – polski historyk, profesor nauk humanistycznych.
Specjalizuje się w historii nowożytnej. Pełnił funkcję kierownika Zakładu Historii XIX Wieku w Instytucie Historii i Politologii Akademii Pomorskiej w Słupsku. Był członkiem Rady Naukowej Instytutu Historii PAN oraz przewodniczącym Rady Muzealnej Muzeum Piśmiennictwa i Muzyki Kaszubsko-Pomorskiej w Wejherowie.

## Ważniejsze publikacje
- Dzieje Zakrzewa (wraz z Barbarą Popielas-Szultką, 1974)
- Dzieje Ustki (wraz z Józefem Lindmajerem i Teresą Machurą, 1985)
- Język polski w Kościele ewangelicko-augsburskim na Pomorzu Zachodnim od XVI do XIX wieku (1991)
- Szkoła Kadetów w Słupsku: (1769-1811) (1992)
- Studia nad rodowodem i językiem Kaszubów (1993)
- Piśmiennictwo polskie i kaszubskie Pomorza Zachodniego od XVI do XIX wieku (1994)
- Książę Ernest Bogusław von Croy (1620-1684) (1996)
- Szkice historyczne o dawnej Łebie (2000)
- Najstarsze modlitwy Kaszubów (wybór) (2001)
- Nasza rodzina: studia i materiały. [1] (2002)
- Historia Wielina do 1945 roku (2013)